# Parapallene famelica
Parapallene famelica là một loài nhện biển trong họ Callipallenidae. Loài này thuộc chi Parapallene. Parapallene famelica được miêu tả khoa học năm 1929 bởi Flynn.